# Месаме дасі
«Месаме-дасі» (груз. მესამე დასი; укр. «Третя група») — перша соціал-демократична організація у Закавказзі. Була заснована 1892 року. Первинно дотримувалась ідей соціал-реформізму, виступаючи за мирне розв'язання соціального питання шляхом реалізації реформ, але на початку 1900-их років почала підтримувати ідеї посилення класової боротьби та необхідності революції. Зблизившись із російськими соціал-демократами фактично злилась із ними, ставши частиною загальноросійської партії.

## Історія
Влітку 1892 у селищі Зестафоні (Шоропанський повіт Кутаїської губернії) відбулись збори, на яких були присутніми марганцевий промисловець Йосип Какабадзе, агроном Євген Вацадзе, белетрист Егнате Ніношвілі, син священика Дмитро Каландарашвілі, колишній вихованець Тіфліської духовної семінарії Сілібістро Джибладзе й колишній студент Харківського ветеринарного інституту Микола Чхеїдзе. На тих зборах було засновано літературно-політичну групу, яку письменник і громадський діяч Георгієм Церетелі назвав «Месаме-дасі» («Третя група») за аналогією з «Пірвелі-дасі» («Перша група» Іллі Чавчавадзе, Акакія Церетелі й інших) та «Меорі-дасі» («Друга група» Ніко Ніколадзе). Усі три групи вважали себе послідовниками Карла Маркса. Утім група Чавчавадзе, що схвалювала терор і розглядала грузинських поміщиків як авангард революції, тісно поєднувалась із «Народною Волею» та була скоріше революційно-демократичною, а група Ніколадзе стояла на позиціях легального марксизму. Тому в історії прийнято саме «Месаме-дасі» вважати першою у Закавказзі соціал-демократичною організацією.
25 грудня 1892 року в Зестафоні на квартирі Какабадзе відбулась друга нарада, в якій окрім засновників брали участь ще 14 осіб, в тому числі Міха Цхакая, учитель Ісидор Рамішвілі, Ісидор Квіцарідзе, Арсен Цитлідзе, Тедо Сохокія й інші. З тією групою були пов'язані також члени «Ліги свободи Грузії» Ное Жорданія та Філіп Махарадзе. 1893 року організація ухвалила статут і проголосила себе групою соціалістів-марксистів з такими цілями:
- пропаганда марксизму,
- організація гуртків,
- встановлення зв'язку з марксистськими групами й гуртками Закавказзя та всієї Російської імперії.

Спочатку «Месаме-дасі» мала серйозні труднощі. Так, із групою були тісно пов'язані два учнівських гуртки самоосвіти у Тіфлісі, яким лідери групи намагались надати політичної забарвленості. Проте вже того ж 1893 року обидва гуртки припинили своє існування у зв'язку з від'їздом з Тіфліса Лежави, який закінчив своє навчання, та Цхакая, виключеного з семінарії після грудневого страйку того ж року. Але головною проблемою став фактичний розпад бюро «Месаме-дасі». Провалилась і спроба організувати доставку на Кавказ нелегальної літератури. Зрештою «Месаме-дасі», втративши своє ядро, що сформувалось у Зестафоні, опинилась на межі розпаду.
Відновлення групи та активізація її роботи відбулось улітку 1895 року. 17 червня Георгій Церетелі, який за два роки до того заснував щотижневу газету «Квалі» (укр. «Борозна») надіслав Жорданії листа, в якому закликав до об'єднання групи. З того часу газета «Квалі» стала фактично друкованим органом «Месаме-дасі» й організаційним центром соціал-демократів Грузії.
Діяльність «Месаме-дасі», головним чином, проводилась у Тіфлісі, хоч її вплив поширювався й на інші грузинські місцевості. Група встановила зв'язки з низкою соціал-демократичних організацій Росії, організаційно залишаючись самостійною. У 1895—1898 роках до групи вступили революційні соціал-демократи Ладо Кецховелі, Йосип Джугашвілі, Олександр Цулукідзе й інші.
Поступово члени «Месаме-дасі» зближувались з російськими соціал-демократами, що, зокрема, проявилось у відході від ідей поступової соціалізації суспільного устрою шляхом проведення реформ до необхідності посилення класової боротьби та революційного шляху зміни суспільства. 1 березня 1898 року в Мінську делегати від «Союзу за звільнення робітничого класу», єврейської соціалістичної партії Бунд та київської «Робітничої газети» утворили Російську соціал-демократичну робітничу партію (РСДРП), яка мала об'єднати численні соціал-демократичні групи Російської імперії в єдину партію. До такої нової партії вступила й «Месаме-дасі», зберігши при цьому свою назву та організаційну самостійність.
Незважаючи на зближення з російськими соціал-демократами, більшість членів «Третьої групи» виступали за збереження самостійності своєї організації. У той же час у межах «Месаме-дасі» 1901 року було сформовано групу радикальних марксистів «Дасі», до складу якої увійшли Джугашвілі, Кецховелі, Цулукідзе й інші. Вони були прибічниками більш тісного співробітництва з РСДРП, до самого злиття з нею. Їхня позиція відповідала поглядам лідерів російської соціал-демократії Леніна та Плеханова, які запропонували об'єднати соціал-демократів Закавказзя в межах Кавказького Союзу РСДРП.
У березні 1903 у Тбілісі відбувся I з'їзд соціал-демократичних організацій Закавказзя. На ньому було прийнято рішення про створення Кавказького Союзу РСДРП. «Месаме-дасі», що виступала проти такого союзу, не змогла зашкодити його створенню, та, підкорившись партійній дисципліні, припинила своє існування як окрема організація. Юридично це було оформлено на II з'їзді РСДРП, що відбувся того ж 1903 року. Втративши організаційну самостійність, «Месаме-дасі» збереглась як літературна група та як назва грузинських соціал-демократів.